# Carl Strüwe
Carl Heinrich Jakob Strüwe (* 2. Dezember 1898 in Bielefeld; † 7. Januar 1988 ebenda) war ein deutscher Grafiker und Fotograf, der mit seinem Buch Formen des Mikrokosmos (München, 1955) die Kunst der Mikrofotografie als eigenes bildnerisches Fach begründete. 1951 und 1954 erhielt Strüwe die Photokina-Plaketten, für hochwertige fotografische Leistungen seiner photokina-Ausstellungen. Im Jahr 1986 bekam er den Kulturpreis der Stadt Bielefeld für sein fotografisches Gesamtwerk.

## Leben
Carl Strüwe war der erste von fünf Söhnen des Ehepaars Wilhelmine und Carl Strüwe. Der Vater, Carl Strüwe (1863–1937), war selbständiger Malermeister, Lehrer an der Maler-Fachschule und Ehrenmeister der Malerinnung Bielefeld. Die Mutter war Wilhelmine Strüwe geb. Dunkel (1875–1956).
Von 1905 bis 1913 besuchte Strüwe die Volksschule und durchlief von 1913 bis 1917 eine Lehre als Lithograf bei der E. Gundlach AG in Bielefeld. Nach der Gesellenprüfung 1917 wurde er Soldat im Ersten Weltkrieg, aus dem er körperlich unverletzt zurückkam. 1919 trat er wieder in seinen Lehrbetrieb ein und blieb, mit Unterbrechungen während des Zweiten Weltkrieges, bis 1963 als angestellter Grafiker dort tätig. Daneben studierte er von 1919 bis 1923 Zeichnen, Malerei und Schrift in Abend- und Sonntagsklassen der Handwerker- und Kunstgewerbeschule Bielefeld bei den Professoren Ludwig Godewols, Karl Muggly (Zeichnen, Malerei) und Fritz Eich (Schrift und Buchausstattung).
1923 heirateten Carl und Hedwig Strüwe, geb. Haase (1896–1992). Die Ehe blieb kinderlos. Gemeinsame Reisen führten das Paar bis Anfang der 1970er Jahre nach Österreich, in die Schweiz, nach Italien, Tunesien und Marokko. 1939 bis 1940 war Carl Strüwe Soldat im Zweiten Weltkrieg. 1945 vernichteten Bomben sein Atelier und einen Großteil seines Bildarchivs.
Seine Grabstätte befindet sich auf dem Friedhof in Bielefeld-Schildesche.

## Werk
Ab 1924 wendete sich Strüwe als Autodidakt der Fotografie zu. Zuerst mit Reisebildern zum Thema Spuren der Hohenstaufen in Italien, einer bis 1952 verfolgten fotografisch-literarischen Historiografie, die mit dem Buch Hohenstaufen in Italien – Bilder und Worte ihren Abschluss fand (Bielefeld, 1986).
1926 begann Carl Strüwe sein künstlerisches Hauptwerk mit einer ersten Mikrofotografie mit dem bildbezogenen Titel Weiß über Grau schwebend. Bis 1959 entstand daraus ein Komplex von 280 Mikrofotografien, von denen er 96 in seiner Monografie Formen des Mikrokosmos – Gestalt und Gestaltung einer Bilderwelt als Ergebnis seiner bis dahin gewonnenen bildlichen Erkenntnisse versammelte (München, 1955). Das Buch zeigt Stilformen der Neuen Sachlichkeit der 1920er Jahre, einen eigenen Symbolismus in den 1930er Jahren und leistet mit seinen Belichtungsmontagen auch einen eigenen Beitrag zur Subjektiven Fotografie der 1950er Jahre. Seine Mikrofotografien folgen einer eigenen bildnerischen Ordnung, unabhängig von wissenschaftlichen Taxonomien der hier versammelten Gegenstände. Mit diesem Werk begründete Carl Strüwe die künstlerische Mikrofotografie als eigenes bildnerisches Fach und gilt seither als dessen Wegbereiter und Pionier.
In den 1950er Jahren fanden Arbeiten von Carl Strüwe Eingang in die Fotoavantgarden seiner Zeit, so in Ausstellungen und Publikationen der Bewegung The New Landscape um György Kepes am MIT in Cambridge, Vereinigte Staaten, sowie der Gruppierung Subjektive Fotografie um Otto Steinert in Saarbrücken. Bis heute werden seine Mikrofotografien international gezeigt, publiziert und gesammelt.

## Werk und Werkgruppen
- 1916–1922 Frühe Zeichnungen und Druckgrafik
- 1920–1950er Jahre Werbegrafik, Werbefotografie
- 1924–1961 Reise- und Dokumentarfotografie: Spuren der Hohenstaufen in Italien
- 1926–1959 Mikrofotografie: Formen des Mikrokosmos
- 1954–1972 Freie Grafik und Malerei
- 1920er bis 1970er Jahre Texte zur Bildtheorie, Lyrik, Prosa: Sprache, du Käufliche! (Roman, unveröffentlicht)

## Einzelausstellungen (Auswahl)
- Formen des Mikrokosmos, Lichtbilder von Carl Strüwe. Galerie Hauswedell, Hamburg 1947.
- Carl Strüwe, Mikrofotografien. Overbeck-Gesellschaft, Lübeck 1947.
- Carl Strüwe, Lichtbilder und Aquarelle. Städtisches Kunsthaus Bielefeld, 1948.
- Carl Strüwe, Mikrofotografien. Brooklyn-Museum, Brooklyn, N.Y., 1949.
- Mikroaufnahmen von Carl Strüwe, Bielefeld. Einzelausstellung, photokina, Köln 1950.
- mikrokosmos. formen der natur. fotografien von carl strüwe. Städtisches Kunsthaus Bielefeld, 1956.
- Carl Strüwe und Manfred Kage. Mikrofotografien, Werkkunstschule Bielefeld, 1966 (Katalog).
- Carl Strüwe, Formen des Mikrokosmos, Retrospektive, Kulturhistorisches Museum Bielefeld, 1982 (Katalog).
- Carl Strüwe, Formen des Mikrokosmos, Mikrofotografien 1926–1956 (Monkmeyer-Konvolut), Haus Lempertz, Berlin, 2004.
- Carl Strüwe, Weiß über Grau schwebend, Mikrofotografien 1926–1959. 34. Symposium Centrum for Biotechnology, Universität Bielefeld, 2009.
- Carl Strüwe, Reisen in unbekannte Welten, Kunsthalle Bielefeld, 2012 (Katalog).

## Ausstellungsbeteiligungen (Auswahl)
- Bielefelder Künstler. Kunstsalon Otto Fischer, Bielefeld 1946.
- subjektive fotografie, Internationale Ausstellung moderner Fotografie, Staatl. Schule f. Kunst u. Handwerk Saarbrücken, 1951.
- Photokina-Bilderschauen, 1951.
- subjektive fotografie, Europäische Ausstellung moderner Fotografie, Deutsche Gesellschaft für Photographie, Belgisches Haus, Köln, 1951.
- The New Landscape in Art and Science, MIT, Cambridge, MA, USA, 1951.
- Photokina, Internationale Photo- und Kino-Ausstellung Köln, 1954.
- junger westen 54, Malerei Plastik Graphik, Städt. Kunsthalle Recklinghausen, 1954.
- Weltausstellung Brüssel, 1958.
- Deutsche Lichtbildner, Wegbereiter der zeitgenössischen Photographie, Museum Ludwig Köln, 1987.
- Das Foto als autonomes Bild, Experimentelle Gestaltung 1839–1989, Kunsthalle Bielefeld, 1989 und Bayerische Akademie der Schönen Künste, München, 1990.
- subjektive fotografie, Der Deutsche Beitrag 1948–1963, Institut für Auslandsbeziehungen, Stuttgart, 1989.
- Un monde non-objectiv en photographie, Galerie Thessa Herold, Paris, 2003.
- Wahr-Zeichen, Fotografie und Wissenschaft, Museen der Stadt Dresden, 2007.
- Les années 1930, La fabrique de ‚L’Homme nouveau’, Musée des beaux-arts du Canada, Montreal, 2008.
- Diatomeen – Formensinn, Phyletisches Museums, Jena, 2011.
- Mikrofotografie, Schönheit jenseits des Sichtbaren, Museum für Fotografie, Berlin, 2010/2011.

## Schriften
- Formen des Mikrokosmos. Gestalt und Gestaltung einer Bilderwelt. Prestel, München 1955.
- Spuren der Hohenstaufen. Bilder und Worte. Edition Jesse, Bielefeld 1986.

## Werke in Sammlungen
- Brooklyn Museum, Brooklyn, N. Y., USA, 1949.
- Kunsthalle Recklinghausen, 1954.
- Stedelijk Museum Amsterdam, 1955.
- Kunsthalle Bielefeld, Grafische Sammlung, 1982 (Schenkung der Hauptwerke).
- Sammlung Gruber, Museum Ludwig Köln, 1984.
- Sammlung Photographie des 20. Jahrhunderts, Museum Ludwig Köln, 1986, 1991.
- Carl-Strüwe-Archiv Bielefeld, gegr. 1992.
- Fotografische Sammlung im Museum für Kunst und Gewerbe Hamburg, 1994.
- Sammlung Goetz, München, 2004.